# فرودگاه اوکسنارد
 فرودگاه اوکسنارد (به انگلیسی: Oxnard Airport) یک فرودگاه همگانی با کد یاتا OXR است که یک باند فرود آسفالت دارد و طول باند آن ۱۸۱۴ متر است. این فرودگاه در شهر اوکس نارد، کالیفرنیا کشور ایالات متحده آمریکا قرار دارد و در ارتفاع ۱۳٫۷ متری از سطح دریا واقع شده است.